# Exposition coloniale

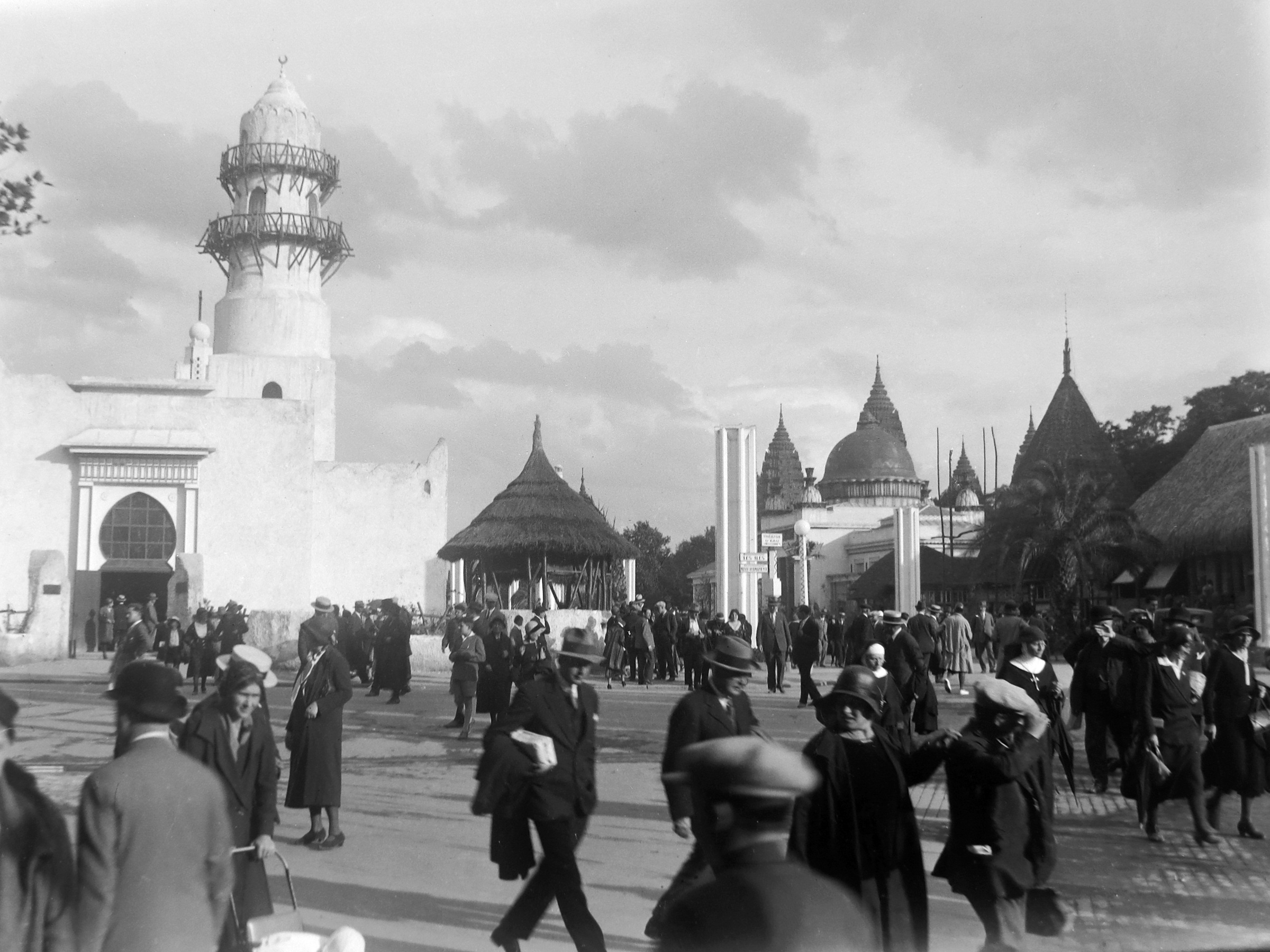
L'exposition coloniale internationale de Paris en 1931, peut-être la plus grande des expositions internationales : pendant 6 mois, grâce à des pavillons rappelant l'architecture des territoires colonisés, elle attire 8 millions de visiteurs.

Une exposition coloniale est une variété d'exposition internationale organisée dans la deuxième moitié du XIXe siècle et dans la première moitié du XXe siècle dans les empires coloniaux européens.
Destinées à soutenir le commerce, les expositions coloniales ont également pour but de renforcer le soutien populaire des habitants de la métropole au processus de colonisation pendant la période du nouvel impérialisme : plusieurs expositions coloniales se caractérisent par des reconstitutions spectaculaires des environnements naturels et des monuments d'Afrique, d'Asie ou d'Océanie, permettant aux visiteurs de découvrir différentes facettes des colonies, soigneusement mises en scène. Certaines font usage de zoos humains.
Développées à partir des années 1860-1870, les expositions coloniales sont organisées par la plupart des empires coloniaux : principalement Royaume-Uni et France, mais également Allemagne, Belgique, Pays-Bas, Portugal et même États-Unis et Japon. Après un apogée au début des années 1930, l'exposition coloniale internationale de Paris en 1931 attirant près d'une dizaine de millions de visiteurs pendant six mois, les expositions coloniales s'éteignent avec la Seconde Guerre mondiale et le mouvement de décolonisation.

## Historique
Les expositions internationales sont créées au XIXe siècle pour présenter les réalisations industrielles des nations qui les organisent. Elles en représentent la vitrine technologique et industrielle, témoignant du progrès lié à la révolution industrielle. La première exposition universelle se tient à Londres en 1851. Vers la même époque, les pays nouvellement industrialisés, en Europe de l'Ouest mais également aux États-Unis, en Russie et, un peu plus tard, au Japon, se lancent dans une période d'expansion coloniale sans précédent, en Afrique, Asie et Océanie.
Les prototypes des expositions coloniales remontent à plusieurs expositions organisées en Australasie à partir de 1854. En 1866, l'exposition intercoloniale d'Australasie, à Melbourne, rassemble plusieurs colonies britanniques du continent australien (qui ne sont pas encore fédérées à cette époque). Plusieurs autres expositions intercoloniales ont lieu, jusqu'à l'exposition internationale de Sydney en 1879, qui rassemble des exposants de 23 nations et colonies. Le principe est ensuite repris dans les grandes villes des empires coloniaux européens : Amsterdam (exposition universelle coloniale et d'exportation générale (nl), 1883), Londres (exposition coloniale et indienne, 1886), Madrid (exposition générale des îles Philippines (es), 1887), Paris (exposition universelle, 1889), Porto (exposition insulaire et coloniale portugaise, 1894), Berlin (grande exposition industrielle, 1896), Bruxelles (exposition internationale, 1897), Omaha (grande exposition américaine (en), 1899).
En France, la mise en scène des colonies se tient tout d'abord lors des expositions universelles de Paris puis progressivement dans des manifestations spécifiques : expositions internationales et coloniales de Rouen (1896) et Rochefort (1898), et surtout exposition coloniale de Marseille en 1906, au cours de laquelle est créé un comité national des expositions coloniales en France, aux colonies et à l'étranger, chargé d'organiser régulièrement ce genre d'expositions. En 1931, la France possède le deuxième empire colonial de la planète après le Royaume-Uni, qui compte près de 42 millions d'habitants sur plus de 12 millions de km² : cette année là, l'exposition coloniale internationale se tient à Paris pendant 6 mois et vend 33 millions de tickets pour 8 millions de visiteurs. Elle inclut des dizaines de musées temporaires, des reproductions architecturales s'inspirant des territoires colonisés, un parc zoologique et plusieurs édifices permanents. Elle compte également des villages indigènes reconstitués, où des habitants sont contraints d'être leurs propres acteurs pour l'édification des visiteurs.
L'empire du Japon organise plusieurs expositions coloniales dans l'archipel métropolitain, mais également dans ses colonies de Corée et Taïwan. Leurs objectifs sont néanmoins comparables à leurs équivalents européens : mettre en avant les réalisations économiques et le progrès social censément apportés par la domination japonaise.
La Seconde Guerre mondiale met un terme aux expositions coloniales : les années qui suivent lancent le processus de décolonisation et de démantèlement des empires coloniaux européens. La dernière exposition coloniale, la foire coloniale, se tient à Bruxelles en 1948.
Le Bureau international des expositions, créé en 1928 pour superviser les expositions internationales, ne reconnaît aucune exposition coloniale (excepté les expositions universelles, comme celle de Paris en 1889), même de façon rétroactive ou comme exposition spécialisée.

## Chronologie
| Dates | Exposition | Lieu                           | Pays                           | Notes | Image                                                                     |
| ----- | --- | ------------------------------ | ------------------------------ | --- | ------------------------------------------------------------------------- |
| 1866  | Exposition intercoloniale d'Australasie (Intercolonial Exhibition of Australasia)                                                     | Melbourne                      | Australie                      | Première exposition coloniale, dédiée aux colonies d'Australasie ; le terme "intercolonial"                                                                      |                                                                           |
| 1870  | Exposition intercoloniale (en) (Intercolonial Exhibition)                                                                             | Sydney                         | Australie                      | |                                                                           |
| 1875  | Exposition intercoloniale victorienne (Victorian Intercolonial Exhibition)                                                            | Melbourne                      | Australie                      | |                                                                           |
| 1876  | Exposition intercoloniale (Intercolonial Exhibition)                                                                                  | Brisbane                       | Queensland, Australie          | |                                                                           |
| 1883  | Exposition universelle coloniale et d'exportation générale (nl) (Internationale Koloniale en Uitvoerhandel Tentoonstelling)           | Amsterdam                      | Pays-Bas                       | |                                                                           |
| 1886  | Exposition coloniale et indienne (Colonial and Indian Exhibition)                                                                     | Londres                        | Royaume-Uni                    | |                                                                           |
| 1889  | Exposition universelle | Paris                          | France                         | Première véritable exposition coloniale en France |                                                                           |
| 1894  | Exposition universelle, internationale et coloniale                                                                                   | Lyon                           | France                         | Vit l'assassinat du président de la République Sadi Carnot. |                                                                           |
| 1894  | Exposition insulaire et coloniale portugaise (Exposição Insular e Colonial Portuguesa)                                                | Porto                          | Royaume de Portugal            | |                                                                           |
| 1896  | Exposition nationale et coloniale | Rouen                          | France                         | |                                                                           |
| 1896  | Grande exposition industrielle de Berlin (Berliner Gewerbe Ausstellung)                                                               | Berlin                         | Allemagne                      | Exposition industrielle comprenant une exposition coloniale |                                                                           |
| 1897  | exposition internationale | Bruxelles                      | Belgique                       | L'exposition coloniale, consacrée à l'État indépendant du Congo, se tient au parc de Tervueren                                                                   |                                                                           |
| 1898  | Exposition internationale et coloniale                                                                                                | Rochefort                      | France                         | |                                                                           |
| 1899  | (Grande exposition américaine (en) (Greater America Exposition)                                                                       | Omaha                          | États-Unis                     | Permet de présenter les territoires coloniaux nouvellement acquis après la guerre hispano-américaine de 1898                                                     |                                                                           |
| 1902  | Exposition française et internationale d'Indochine (en)                                                                               | Hanoï                          | Indochine française            | |                                                                           |
| 1902  | Exposition internationale et coloniale des États-Unis (United States, Colonial and International Exposition)                          | New York                       | États-Unis                     | Jamais tenue |                                                                           |
| 1906  | Exposition coloniale | Marseille                      | France                         | Du 15 avril au 15 novembre ; lancée et dirigée par Jules Charles-Roux. Elle attire 1 800 000 visiteurs venus visiter une cinquantaine de palais et de pavillons. | Affiche de l'exposition coloniale de 1906 par David Dellepiane.           |
| 1906  | Exposition coloniale | Paris                          | France                         | Elle s'est tenue au Grand Palais. |                                                                           |
| 1907  | Exposition coloniale | Paris                          | France                         | Elle se tint au jardin tropical dans le bois de Vincennes. Deux millions de visiteurs défilèrent devant les villages reconstitués.                               |                                                                           |
| 1907  | Exposition maritime internationale | Bordeaux, Place des Quinconces | France                         | |                                                                           |
| 1908  | Exposition franco-britannique (Franco-British Exhibition)                                                                             | Londres                        | Royaume-Uni                    | |                                                                           |
| 1910  | Exposition universelle | Bruxelles                      | Belgique                       | L'exposition coloniale est hébergée dans le palais des Colonies                                                                                                  |                                                                           |
| 1911  | Festival de l'Empire (en) (Festival of Empire)                                                                                        | Londres                        | Royaume-Uni                    | |                                                                           |
| 1914  | Exposition internationale d'hygiène marine et maritime (it) (Esposizione internazionale di marina e igiene marinara)                  | Gênes                          | Italie                         | |                                                                           |
| 1914  | Exposition coloniale (en) (Koloniale Tentoonstelling)                                                                                 | Semarang                       | Indes orientales néerlandaises | |                                                                           |
| 1915  | Exposition industrielle de Choson | Séoul                          | Corée japonaise                | |                                                                           |
| 1921  | Exposition internationale du caoutchouc et autres produits tropicaux (International Exhibition of Rubber and Other Tropical Products) | Londres                        | Royaume-Uni                    | |                                                                           |
| 1922  | Exposition coloniale | Marseille                      | France                         | Avril à novembre 1922 | Affiche de l'exposition coloniale de 1922 par David Dellepiane.           |
| 1924  | Exposition coloniale | Strasbourg                     | France                         | Juillet à octobre 1924 | Affiche de Jean Jacoby pour l'exposition coloniale de Strasbourg en 1924. |
| 1924  | Exposition impériale britannique (British Empire Exhibition)                                                                          | Londres                        | Royaume-Uni                    | Tenue à Wembley |                                                                           |
| 1927  | Exposition coloniale | La Rochelle                    | France                         | 31 juillet au 28 août 1927 |                                                                           |
| 1929  | Exposition Joseon | Séoul                          | Corée japonaise                | |                                                                           |
| 1930  | Exposition internationale coloniale, maritime et d'art flamand                                                                        | Anvers                         | Belgique                       | |                                                                           |
| 1931  | Exposition coloniale internationale                                                                                                   | Paris                          | France                         | Ouverture le 6 mai 1931, porte de Vincennes. Elle accueille 8 millions de visiteurs (33 millions d'entrées vendues) et dure six mois.                            |                                                                           |
| 1934  | Exposition coloniale portugaise (Exposição Colonial Portuguesa)                                                                       | Porto                          | Portugal                       | |                                                                           |
| 1935  | Exposition taïwanaise (en) | Taipei                         | Formose japonaise              | Le titre complet est : « Exposition taïwanaise : en commémoration des premières quarante années de dirigeance coloniale »                                        |                                                                           |
| 1936  | Exposition de l'Empire (en) (Empire Exhibition)                                                                                       | Johannesbourg                  | Union d'Afrique du Sud         | |                                                                           |
| 1937  | Exposition internationale | Paris                          | France                         | Les colonies françaises sont regroupées sur l'île aux Cygnes |                                                                           |
| 1938  | Exposition de l'Empire (Empire Exhibition)                                                                                            | Glasgow                        | Royaume-Uni                    | |                                                                           |
| 1939  | Exposition coloniale allemande (de) (Deutsche Kolonial Ausstellung)                                                                   | Dresde                         | Allemagne nazie                | |                                                                           |
| 1940  | Exposition du monde portugais (Exposição do Mundo Português)                                                                          | Lisbonne                       | Portugal                       | |                                                                           |
| 1948  | Foire coloniale | Bruxelles                      | Belgique                       | |                                                                           |